# Classiculaceae
Classiculaceae (лат.) — семейство грибов из подтипа Pucciniomycotina, выделенное в монотипные порядок  Classiculales R. Bauer, Begerow, Oberw. & Marvanová и класс Classiculomycetes R. Bauer, Begerow, J.P. Samp., M. Weiss & Oberw..

## Классификация
В семейство включают 2 монотипных рода:
- Classicula
- Jaculispora